# Reischarter
Het reischarter is een contract voor het vervoeren van een vastgestelde hoeveelheid en type lading, door een bepaald schip tussen bepaalde havens en tegen een vooraf overeengekomen prijs. Het is de meest verspreide vorm van charteren. Het reischarter is één type charterpartij, naast het reischarter zijn er nog verscheidene andere manieren om het vervoeren van lading vast te leggen in contractvorm (Bijvoorbeeld tijdsbevrachting, cascobevrachting, etcetera).
Het hele schip kan gecharterd worden voor het vervoer van een volledige lading en voor een vooraf bepaalde reis. Dit kan een enkele reis zijn, een heenreis en een terugreis of een reis waarbij verschillende havens aangedaan worden. Anderzijds is het ook mogelijk om slechts een deel van het schip te charteren. Bij een volledig gecharterd schip noemt men de overeenkomst charterpartij. Bij een volledige lading die tot 1 enkele schipper behoort, zullen de twee partijen (charterer en scheepseigenaar) alle facetten van de overeenkomst in detail bespreken. Aangezien de scheepseigenaar met 1 enkele persoon moet overeenkomen, zal het mogelijk zijn om een bevrachtingsovereenkomst op te stellen. Deze bevrachtingsovereenkomst wordt de charterpartij genoemd. Het is ook mogelijk dat de scheepseigenaar geconfronteerd wordt met een aantal charterers (vb. Een containerschip met duizenden containers van verschillende eigenaars aan boord). In dit geval is het onmogelijk voor de scheepseigenaar om met al de charterers een aparte overeenkomst op te stellen. In deze gevallen moet de huurovereenkomst niet noodzakelijk vastgesteld worden door een charterpartij maar kan ze op andere manieren vastgesteld worden. In de lijnvaart wordt de charterpartij vervangen door een document dat uniform is en waarover niet onderhandeld wordt. Dit document wordt het cognossement (Engels: Bill of lading) genoemd.
Gewoonlijk worden de kosten (vaste en variabele) door de scheepseigenaar betaald. In de bevrachtingsovereenkomst wordt bepaald wie er instaat voor de kost van het verhandelen van de lading.